# Leonardo Jara
Leonardo Rafael Jara (ur. 20 maja 1991 w Corrientes) – argentyński piłkarz grający w klubie Boca Juniors.
Przed dołączeniem do Boca Juniors, Jara grał w Estudiantes La Plata.
Swojego pierwszego gola zdobył 12 lipca 2019 roku, przeciwko New England Revolution.